# José Rodríguez Vergara
José Rodríguez Vergara (Iquique, 1924) es un obrero y político socialista chileno.

## Datos biográficos
Hijo de Francisco Antonio Rodríguez Concha y Jesús Vergara Albano. 
Contrajo matrimonio con María de la Luz Besa.
Estudió en el Liceo de Iquique, para luego comenzar a trabajar en faenas mineras a los 16 años. Estuvo en algunas oficinas del salitre y luego en el cobre.
Miembro del Partido Socialista, fue dirigente sindical de la zona de Tarapacá.
Regidor de la Municipalidad de Iquique (1953-1956) y Alcalde de Iquique (1956-1960). 
Durante la dictadura militar, fue perseguido, detenido y torturado en Isla Dawson. Se mantuvo en clandestinidad hasta 1979, cuando salió de Chile con destino a Noruega donde recibió asilo político.